# كوه ميونغ جين
كوه ميونغ جين لاعب كرة قدم كوري جنوبي دولي .
لعب مع نادي سول وإنتقل نادي الريان عام 2015 .

## روابط خارجية
- كوه ميونغ جين على موقع الاتحاد الدولي (مؤرشف)  (الإنجليزية)
- كوه ميونغ جين على موقع دوري كوريا الجنوبية (الإنجليزية)
- كوه ميونغ جين على موقع ناشيونال فوتبول تيمز (الإنجليزية)
- كوه ميونغ جين على موقع Soccerway.com (الإنجليزية)